# Terremoto de Gujarat em 2001

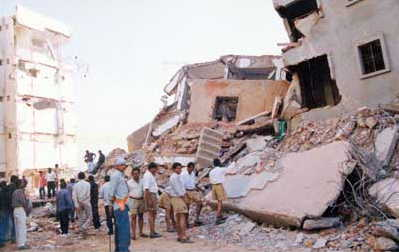
Terremoto de Gujarat em 2001

O terremoto de Gujarat em 2001, também conhecido como terremoto de Bhuj, ocorreu em 26 de janeiro às 08h46 IST. O epicentro foi cerca de 9 km ao sul-sudoeste da aldeia de Chobari em Bhachau Taluka do distrito de Kutch em Gujarat, na Índia.
O terremoto intraplaca mediu 7,6 na escala de magnitude do momento e ocorreu a 17,4 km (10,8 mi) de profundidade. Tinha uma intensidade máxima sentida de X na escala de intensidade de Mercalli. O terremoto matou 13 805 a 20 023 pessoas (incluindo 18 no sudeste do Paquistão), feriu outras 167 000 e destruiu quase 340 000 edifícios.